# Kunszt Károly
Kunszt Károly (Bonyhád, 1859. október 1. – Pozsonyligetfalu, 1939. március 24.) somorjai kántortanító, vadász, preparátor, ornitológus, rangos gyűjteménye ma a Magyar Nemzeti Múzeum tulajdona.

## Élete
Édesanyját kétéves korában elvesztette. Bonyhádon végezte az elemi iskolát és a gimnáziumot. Nem akart apja egyenruha-készítő szabóműhelyében dolgozni, ezért beállt korrepetitornak a bonyhádi Perczel Mór 48-as honvédtábornok gyermekei mellé. Az így keresett jövedelemből elvégezte a felsőlövői evangélikus tanítóképzőt. 1878-ban Bácsfeketehegyen kezdett tanítani, majd 1880-tól a somorjai népiskola kántortanítója lett és 43 át ott működött. Dalárdát szervezett, színdarabokat tanított és jótékonysági bálokat is rendezett. A helyi egyházközség kántora volt. Munkájával támogatta a Tanítók Házát.
A csehszlovák államfordulat után 1919-ben megpróbált Budapesten a Magyar Nemzeti Múzeumban elhelyezkedni (Herman Ottó ajánlására), de nem kapott állást, ezért visszatért Somorjára. 1923-ban nyugdíjazták. Csehszlovákiából is elküldte megfigyeléseit Magyarországra, de a cseh és a szlovák szakemberekkel is kapcsolatokat épített.
1926-ban Pozsonyligetfalun telepedett le, ott is van eltemetve. Munkatársai és tanítványai (Hegymeghy Dezső (1874–1949), Szlávy Tibor (1886–1949) és Csiba Lajos (1901-1966)) folytatták kutatásait.
Felesége, Róth Paula szintén bonyhádi volt. 12 gyermekük született.[forrás?] Veje Alojz Struhár (1892-1968) festő, tanár volt. 
Megtanulta a madarak és a kisemlősök preparálását és kitömését. Lőrincz János somorjai bádogosmester személyében segédje is lett, aki Kunszt Károly elköltözése után még egy ideig folytatta ezt a tevékenységet. Kapcsolatba került a kor jelesebb magyar ornitológusaival és vadászaival. Külföldi megrendeléseket is elvállalt (Ausztria, Németország, India, Észak- és Dél-Amerika).
1890-ben Budapesten részt vett a II. Nemzetközi Madártani Kongresszus előkészítésében. Bekapcsolódott a madarak táplálkozásbiológiai megfigyelésébe. Chernel Istvánnak (1865–1922) húsz faj gyomor- és begytartalmát küldte el. Rendszeresen figyelte a madárvonulásokat és beszámolt róluk. A kisemlősök elterjedésének kutatásában is közreműködött. Több területünkről eddig nem ismert madárfaj előfordulását bizonyította be a múlt század végén Somorjáról, Gutorról, Vajkáról. Összeállította a Csallóköz és Szigetköz akkori madárfaunáját. Tisztázta a csallóközi és szigetközi denevérfajok előtte rendezetlen kérdését. Bebizonyította több ritka egér- és pocokfaj első hazai előfordulását. Somorján megtalálta a patkányfejű pocok maradvány(al)fajt (Microtus ratticeps méhelyi).
Sok preparátuma került a pozsonyi Szlovák Honismereti Múzeumba és a Mezőgazdasági és Erdészeti Múzeumba is. Ezek egy része ma a Szlovák Nemzeti Múzeumban található. A Khin Antal által 1927–1929 között létrehozott somorjai Csallóközi Múzeumba is kerültek munkái. 1945 után az állattani gyűjtemény nagy része a pozsonyi Comenius Egyetem Állattani Tanszékére került. Gyűjtéseit beküldte a Magyar Madártani Intézetbe és a Magyar Nemzeti Múzeumba is. Sok kiállítás tüntette ki érmekkel és oklevelekkel. A Magyar Ornitológiái Központ rendes tagja, több külföldi (pl. Bécs) ornitológiai egyesület tiszteletbeli tagja volt.

## Emlékezete
- 2019-ben Somorján utcát neveztek el róla[8]

## Művei
Rendszeres munkatársa volt az Aquila, Nimród, Kárpáti Vadász, Vadászlap szaklapoknak. A Naše poľovníctvo (1935) című kötetbe a túzokról írt.